# Milton Snavely Hershey
 Milton Snavely Hershey (13 de septiembre de 1857 - 13 de octubre de 1945) fue un confitero estadounidense, filántropo y fundador de la compañía chocolatera: The Hershey Chocolate Company así como de la “company town” de Hershey, Pensilvania. Fue honrado por el servicio postal estadounidense (United States Postal Service) con una serie de 32¢ de la serie postal: Great Americans series (1980–2000). En 1912 se salvó de embarcar en el RMS Titanic debido a que su mujer estaba enferma, aplazando el viaje en última hora.

## Biografía
Milton Hershey nació el 13 de septiembre de 1857, del matrimonio formado por Fannie Snavely y Henry Hershey, en el seno de una familia perteneciente a la comunidad menonita de Pensilvania, y en una casa construida en el año 1826 en la ciudad de Derry Church, Pensilvania (renombrada posteriormente como Hershey en 1906). Su única hermana, Serena, nació en 1862 y murió en 1867 con cinco años. Debido a los frecuentes desplazamientos de su padre por trabajo no tuvo demasiada formación escolar hasta que finalmente a los trece años comenzó a trabajar como aprendiz de impresor en Lancaster, Pensilvania. Este periodo de trabajo como aprendiz en las prensas de edición no fue muy apreciado por el joven Milton, y pronto lo abandonó. Tras este trabajo se presentó como aprendiz de confitería en Lancaster, al servicio de Joseph Royer. En el año 1876 tras completar cuatro años de aprendizaje abrió su primer negocio de elaboración de dulces en la ciudad de Filadelfia. Este esfuerzo inicial no tuvo el éxito esperado, a pesar de ello volvió a intentarlo en Nueva York. Su madre le ayudó a financiar sus primeras aventuras empresariales dentro del sector de la repostería. Su madre y tía Martha "Mattie" Snavely le apoyaron en los primeros momentos trabajando para él en la tienda. La tía Mattie proporcionó diversas ayudas financieras a Milton.

### Lancaster Caramel Company
Tras este periodo de aventuras comerciales regresa a Lancaster en el año 1886. Hershey establece en la ciudad la que será la Lancaster Caramel Company, compañía que se convertirá en uno de sus primeros éxitos comerciales. Empleó la receta de un caramelo que había empleado en anteriores ocasiones, y la popularidad de la firma hizo que su producto fuera muy demandado. Este primer intento le introdujo en el mundo de la confitería americana y sería el paso inicial para la siguiente empresa.
Hershey tenía la convicción de que la producción mundial de cacao sufría un cuello de botella debido a la creciente demanda de chocolate, y que debían buscarse mejoras técnicas en su producción. Con esta idea se fijó en la maquinaria alemana para elaboración de chocolate exhibida en la Exposición Mundial Colombina de Chicago por J. M. Lehman Co. de Dresde, y consideró que era la solución para su crecimiento y la adquirió. Antes de la exposición Hershey elaboraba ocasionalmente chocolate. A partir de este momento se centró en ese producto y en su producción en grandes cantidades.

### Hershey Chocolate
Con el éxito de ventas de caramelos gracias a la Lancaster Caramel Company, en 1900 vendió la compañía por una increíble suma de dinero. Con ello Hershey adquiere un local de 1,200 acres (160 km²) de una granja ubicada a 30 millas al noroeste de Lancaster, cerca de su lugar de nacimiento en Derry Church. La intención era la de obtener una gran cantidad de leche fresca procedente de los granjeros y poder producir chocolate con leche en cantidades apreciables. Hershey entusiasmado por el potencial del chocolate con leche en el mercado, sabía que el chocolate suizo era un lujo en el mercado europeo y su objetivo era el de elaborar un producto barato asequible a la mayoría de la población americana. A base de ensayo y error fue elaborando una fórmula propia para el chocolate con leche. De esta forma el 2 de marzo de 1903, comenzó a producir su propio chocolate, empleando en ello la que era la mayor factoría de chocolate del mundo. La fábrica se completó en 1905 y estaba equipada con los últimos avances en la separación de la masa del cacao y su manteca. El chocolate con leche Hershey’s pronto se convirtió en el principal producto nacional de su tipo. 
La oportunidad de ubicar la factoría en el centro de una red de comunicaciones de suministros vitales fue muy acertada. La producción dependía del suministro de leche procedente de las granjas de los alrededores, y el uso de leche fresca hizo que su producto tuviera una gran calidad. Hershey continuó experimentando y perfeccionando su producto, y pronto empezó a añadir caramelo a sus chocolates.

## La ciudad de Hershey
Hershey tuvo la visión de construir una gran comunidad de trabajadores en torno a la factoría. Construyó un modelo de ciudad que permitiera alojar en ella a los trabajadores de la factoría permitiéndoles consumir poco dinero en el transporte, teniendo casas confortables, escuelas públicas, y lugares de expresión cultural. Hershey evitó en todo momento construir una ciudad-compañía sin personalidad, elaborada de simples casas. Él ofreció a sus trabajadores calles decoradas con jardines y árboles, con chalets adosados de dos familias. Para el esparcimiento familiar diseñó un parque temático de recreo, denominado: HersheyPark que fue inaugurado el 24 de abril de 1907, y que se expandió posteriormente en los siguientes años. Este parque temático se convirtió además en un punto de atracción turística.

## Filantropía
Hershey se casó con Elizabeth "Kitty" Sweeney (1872-1915) una católica irlandesa de Jamestown, Nueva York el 25 de mayo de 1898. Como no tuvieron hijos, se volcaron en numerosas obras de caridad especialmente para niños y huérfanos, y el bienestar de la comunidad con museos, jardines y legando parte de su fortuna para la fundación de organizaciones filantrópicas, escuelas y hospitales.
Hershey's Chocolate suministró barras de chocolate a las fuerzas armadas estadounidenses durante la Segunda Guerra Mundial.
Hershey murió de una neumonía en el Hospital Hershey el 13 de octubre de 1945 a los 88 años y fue enterrado en el Hershey Cemetery, fundado por él mismo en Hershey, Pensilvania.